# Северна Кореја
Северна Кореја (кореј. 조선), званично Демократска Народна Република Кореја (кореј. 조선민주주의인민공화국), држава је у источној Азији. Чини северну половину Корејског полуострва и граничи се на северу са Кином и Русијом, а на југу са Јужном Корејом дуж демилитаризованог подручја. Западну границу чини Жуто море, док на истоку излази на Јапанско море. Као и Јужна Кореја, Северна Кореја тврди да је једина легитимна влада целог Корејског полуострва. Главни и највећи град је Пјонгјанг.
Корејско полуострво је било насељено још у периоду доњег палеолита. Прво краљевство забележено је у кинеским записима у раном 7. веку пре нове ере. Након уједињења три краљевине крајем 7. века, Корејом су владале династије Корјо (918—1392) и Чосон (1392—1897). Краткотрајно Корејско царство (1897—1910) припојено је 1910. Јапанском царству. Јапанска владавина је окончана након капитулације Јапана у Другом светском рату, након чега је Кореја подељена на два дела: северни део који је окупирао Совјетски Савез и јужни део који су окупирале Сједињене Америчке Државе. Након што су преговори о уједињењу пропали, северни део је у августу 1948. постао Демократска Народна Република Кореја, док је јужни део постао Република Кореја.
Послератна Северна Кореја је имала велике користи од економске помоћи и експертизе других земаља Источног блока. Међународна изолација Пјонгјанга нагло се убрзала од 1980-их надаље када је Хладни рат дошао до краја. Распад Совјетског Савеза 1991. тада је довео до пада привреде Северне Кореје. Модерна Северна Кореја је социјалистичка држава која одржава демократске изборе.
Погони за производњу су у власништву државе преко државних предузећа и колективне пољопривреде. Већина услуга — као што су здравствена заштита, образовање, становање и производња хране — су субвенционисане или финансиране од стране државе. Северна Кореја следи сонгун, политику која на првом месту која даје приоритет Војсци Северне Кореје у државним пословима и расподели ресурса, са четвртом највећом активном војском на свету. Поседује нуклеарно оружје. Чланица је Уједињених нација, Покрета несврстаних и Г77.

## Географија

### Положај
Државе са којима се Северна Кореја граничи су: Јужна Кореја, Русија и Кина. Површина државе износи 120.540 km².

### Геологија и рељеф
Планине доминирају на северу и истоку земље. Највиши врх је 2.800 m високи угашени вулкан Паекту на граници са Кином. Низије, које су настале спајањем речних долина, налазе се претежно уз западну обалу, а у највећој је смештен и главни град Пјонгјанг. Границу са Кином и Русијом чине реке Јалу и Тимен.

### Воде
Јалу се улива у Жуто море (Корејски залив). Ријека је пловна у дужини од 698 km од марта до новембра. На ушћу се налази град Јонгампо. Друга по величини је река Тедонган која извире на планини Рангрим и тече југозападно до залива Нампо.

### Клима
Клима је умерена, континентална са четири различита годишња доба. Киша углавном пада у пролеће. Зиме су дуге, са снежним олујама које долазе из Сибира. Средња температура током зиме у Пјонјангу износи између -3 °C и -13 °C. Лета су кратка, врућа, са високом влажности ваздуха и уз средњу температуру од 20 °C до 29 °C.
Од природних катастрофа, Северну Кореју погађа пролетне суше праћене обилним кишама које изазивају поплаве. Током лета полуострво погоди просечно један ураган.

## Историја
Први трагови људских насеља на Корејском полуострву датирају из 4270. године пре наше ере. Према легенди први корејски краљ био је Тан-гун који је основао древно корејско краљевство Ко-Чосан чија је престоница био Пјонгјанг.
До 1945. године Кореја је била јапанска колонија. После окончања Другог светског рата територија Кореје подељена је 38. паралелом на Северну Кореју, која је била под контролом Совјетског Савеза и на Јужну Кореју, која је била под контролом САД. Северна Кореја, формирана је 9. септембра 1948. године као Народно Демократска Република, као одговор на формирање Републике Кореје (Јужне Кореје) 15. августа 1948. године.
Растуће тензије између две Кореје, потпириване општом атмосфером Хладног рата довеле су до сукоба. 25. јуна 1950. снаге Северне Кореје прешле су границу на 38. паралели и тако у настојању да уједине државу започели Корејски рат. Савет безбедности УН је прогласио Пјонгјанг за агресора и позвао све државе чланице УН да помогне Јужну Кореју. Осим САД, своје трупе у Кореју послали су Британија, Турска, Белгија, Грчка, Колумбија, Индија, Филипини и Тајланд. Совјетски представник је бојкотовао седницу Савета безбедности и није био у стању да искористи вето. У рату који је трајао три године, према неким проценама, погинуло је око 2,5 милиона људи (око милион кинеских војника, пола милиона војника Северне Кореје, 250.000 Јужне Кореје, 33.000 Американаца, неколико хиљада војника под заставом ОУН и више од 600.000 цивила у обе Кореје), уништено је преко 80% стамбене, индустријске и транспортне инфраструктуре обе земље. На страни Северне Кореје учествовала је Кина, а тајну војну помоћ у авијацији је пружао и СССР. Корејски рат је завршен примирјем потписаним 27. јула 1953. и успостављена је демилитаризована зона дуж читаве границе.
На политичком плану, ситуација за НДР Кореју се погоршала 1960-их због сукоба између Кине и Совјетског Савеза.
1970-их година долази до заустављања економског раста у држави и почиње назадовање због високе цене нафте, након нафтне кризе 1974. године и високих трошкова за војску. Након изјаве Ким Ил Сунга да ће две Кореје поново ујединити током његовог живота, трошкови за војску су се само повећавали.
Први председник Северне Кореје у звању Врховног команданта био је Ким Ил Сунг све до смрти 1994. године. Наследио га је син Ким Џонг Ил који је владао до своје смрти 17. децембар 2011. Садашњи врховни командант је унук Ким Ил Сунга, Ким Џонг Ун. Западни медији преношење власти са оца на сина називају тзв. „комунистичка династија Ким“.

## Административна подела
Демократска Народна Република Кореја дели се на девет провинција то су: Чаганг, Северни Хамгјонг, Јужни Хамгјонг, Јанганг, Северни Пјонган, Јужни Пјонган, Северни Хвангхе, Јужни Хвангхе и Кангвон и ту су још три града са специјалним статусом а то су: престоница Пјонгјанг, Намфо и Кесонг.
Северна Кореја има тростепену административну поделу. Највиши степен су провинције, следе градови са специјалним статусом и окрузи.

## Политика
Демократска Народна Република Кореја је држава са три партије: Чондистичка Чонгу партија чија је председница Ју-Ми Јонг , Корејска социјалдемократска партија чији је председник Ким Пјонг Сик и владајућа Радничка партија Кореје чији је генерални секретар Ким Џонг Ун. Врховна народна скупштина има 687 места, а посланици се бирају на мандат од пет година. Врховна народна скупштина бира председника државе, судије уставног суда, владу, председника владе као и Национални комитет одбране. Читав уставни систем заснива се на скупштинском систему. Владајућа идеологија коју прихватају све три партије је Џуш или Џуче Идеја чији је креатор Ким Ил Сунг. Први устав Северна Кореја је донела 1948. године да би 27. децембра 1972. била извршена ревизија устава. Потом, устав је поново промењен априла 1992, а последње корекције су извршене 1998. Северна Кореја има дипломатска представништва у многим државама и већина земаља света је признаје изузев Републике Кореје, Јапана и САД. Међутим, приликом посете бивше америчке државне секретарке Медлин Олбрајт Пјонгјангу 1999. извршено је и формално признавање ДНР Кореје од стране САД, али администрација Џорџа Буша је то поништила. Америчке интересе у ДНР Кореји заступа амбасада Краљевине Шведске.
Односи са Јапаном су идеолошке природе и сежу у прошлост у време јапанске окупације корејског полуострва и злочина јапанске војске над Корејцима, а и страха од капитализма владе у Пјонгјангу.
Северна Кореја, је службено 2009. године у уставу заменила комунизма са Сонгун политиком, која ставља развој војске у први план, па тек онда политику и идеологију.

## Џуче идеја
Џуче идеја (кореј. 주체사상) је званична државна идеологија Северне Кореје, али и целокупан политички систем те државе. Творац идеје је Ким Ил Сунг (1912—1994). Срж саме идеје је да је ”човек господар свега, и одлучује о свему”. Званично је уведена 1972. као замена за марксизам-лењинизам, а следбеници је сматрају вишом, развијеном формом социјализма.

### Практична примена
Према Ким Џонг Иловом делу О Џуче идеји, примена Џучеа у државној политици подразумева следеће:
1) Народу се мора обезбедити слобода политичког мишљења, те ослањање на сопствене потенцијале у економији, али и политици оружаних снага (што се може сматрати тежњом ка блоковској несврстаности).
2) Оваква политика мора надахнути народне масе што би створило пуну запосленост у револуцији и обнови.
3) Методи револуције и обнове морају бити прилагођени ситуацији у земљи, и
4) најважнији процес у тој револуцији треба да буде обликовање људи као зрелих комуниста спремних на акцију у изградњи земље.

### Религијске одлике
Ким ил Сунг је прокламацијом Џуче идеје желео да народу створи адекватну замену за религију, тј. да уклони метафизичке аспекте религије као друштвеног феномена, али су и опет придодате и неке сличности: година рођења Ким Ил Сунга је, неколико година после његове смрти узета за почетну годину новог Џуче календара; статуе Ким Ил Сунга постоје у свим насељима у Северној Кореји, његове и слика Ким Џонг Ила су обавезне на зидовима свих станова, канцеларија, фабричких хала, у возовима, аутобусима и путничким авионима, а беџеве са њиховим ликовима морају носити сви грађани док су на јавним местима. Џуче торањ, Велика бронзана статуа Ким Ил Сунга са испруженом руком, те његова родна кућа и маузолеј (све у Пјонгјангу) су главна места ходочашћа за севернокорејски народ, али и за малобројне присталице Џуче идеје широм света.

## Државни симболи
Застава Северне Кореје је усвојена 8. септембра 1948. године. Застава се састоји од три пруге, две плаве и једне црвене боје, које су раздвојене белим пољем. На црвеној подлози налази се комунистичка звезда у белом кругу.
Црвена боја је боја револуционарног патриотизма. Плаве пруге носе поруку уједињења Северне Кореје са свим земљама света у борби за независност, пријатељство и мир. Бела као традиционална боја представља чистоћу идеја Северне Кореје и национални суверенитет. Звезда петокрака симболизује просперитет народа који гради социјализам под вођством Корејске радне партије.
Грб Северне Кореје је усвојен 1948. године. Дизајниран је по узору на грб Совјетског Савеза.
Средишњи дио грба састоји се од приказа хидроелектране и бране Супунг, изнад које се на хоризонту протеже планина Паекту. Испред бране се налази електрични далековод, симбол индустријализације и електрификације земље. Изнад се налази петокрака црвена звезда, која одашиље зраке светлости.
Средишњи део окружују свежњеви риже, који су међусобно повезани црвеном траком. На траци је исписано пуно име државе „Демократска Народна Република Кореја“ на писму Хангул.

## Становништво
ДНР Кореја има 22.912.177 становника, од тога више од 95% су корејске националности. Одређени број становника су Кинези и Јапанци. Прираст становништва је око 1%. Очекивана дужина живота новорођенчета је за дечаке 68 година, а за девојчице 74 године. Просечна очекивана дужина живота износи 71,37 година. У ДНР Кореји свака жена рађа по 2,15 деце. Просечна старост становништва износи 31 годину. Највише је људи у годинама између 15 и 64, укупно 67,9%, затим деца до 14 година - којих је 24,2%. Најмање је старих који чине свега 7,9% популације. Још нема званичних случајева сиде.
У Северној Кореји постоји неколико већих градова. Ипак најзначајнији је Пјонгјанг и то не само као главни град већ као и репрезентативни град читаве земље. На другом месту се налази неколико градова са специјалним статусом, а остали су углавном центри провинција.

## Попис становништва 2008.
Списак је прављен према важећем попису из 2008. године
| Град      | Чосонгул | Ханча  | Провинција                                                    | Становништво (2008) |
| --------- | -------- | ------ | ------------------------------------------------------------- | ------------------- |
| Анџу      | 안주     | 安州   | Јужни Пјонган                                                 | 240,117             |
| Чонгжин   | 청진     | 清津   | Северни Хамјонг                                               | 667,929             |
| Чонгжу    | 정주     | 定州   | Северни Пјонган                                               | 189,742             |
| Хаежу     | 해주     | 海州   | Јужни Хванг                                                   | 273,300             |
| Хамхунг   | 함흥     | 咸興   | Северни Хамјонг                                               | 768,551             |
| Хоерјонг  | 회령     | 會寧   | Северни Хамјонг                                               | 153,532             |
| Хичон     | 희천     | 熙川   | Чанганг                                                       | 168,180             |
| Хјесан    | 혜산     | 惠山   | Рјанганг                                                      | 192,680             |
| Каечон    | 개천     | 价川   | Јужни Пјонган                                                 | 319,554             |
| Каесонг   | 개성     | 開城   | [[Special cities of North Korea\|Град специјлног статуса]]    | 308,440             |
| Кангје    | 강계     | 江界   | Чанганг                                                       | 251,971             |
| Кимчек    | 김책     | 金策   | Северни Хамјонг                                               | 207,299             |
| Кусонг    | 구성     | 龜城   | Северни Пјонган                                               | 196,515             |
| Манпо     | 만포     | 滿浦   | Чанганг                                                       | 116,760             |
| Мунчон    | 문천     | 文川   | Кангвон                                                       | 122,934             |
| Нампо     | 남포     | 南浦   | [[Special cities of North Korea\|Град специјалног статуса]]   | 366,341             |
| Пјонгсонг | 평성     | 平城   | Јужни Пјонган                                                 | 284,386             |
| Пјонгјанг | 평양     | 平壤   | [[Special cities of North Korea\|Град под директном управом]] | 3,255,288           |
| Расон     | 라선     | 羅先   | [[Special cities of North Korea\|Град специјалног статуса]]   | 196,954             |
| Саривон   | 사리원   | 沙里院 | North Hwanghae                                                | 307,764             |
| Синпо     | 신포     | 新浦   | Јужни Хамјонг                                                 | 152,759             |
| Синуију   | 신의주   | 新義州 | Северни Пјонган                                               | 359,341             |
| Сонгрим   | 송림     | 松林   | Северни Хванг                                                 | 128,831             |
| Сунчон    | 순천     | 順川   | Јужни Пјонган                                                 | 297,317             |
| Токчон    | 덕천     | 德川   | Јужни Пјонган                                                 | 237,133             |
| Танчон    | 단천     | 端川   | Јужни Пјонган                                                 | 345,876             |
| Вонсан    | 원산     | 元山   | Кангвон                                                       | 363,127             |

## Привреда
О привреди Северне Кореје постоји мало поузданих података, али зна се да је она у великим тешкоћама. Претпоставља се да у неким подручјима земље и сегментима становништва влада глад због слабе пољопривредне производње и лошег ланца дистрибуције. У 2002. години започети су ограничени експерименти са предузетничким зонама и пијацама пољопривредних производа.
Хамхунг је важан центар хемијске индустрије у ДНРК. Овај индустријски град је и главна лука Северне Кореје за трговину са остатком света.

### Валута
Севернокорејски вон је званична валута у Северној Кореји. Међународни код је KPW. Симбол за вон је ₩. Вон издаје Централна банка Демократске Народне Републике Кореје. Један вон састоји се од 100 чона (전/錢).
Реч вон је когнат кинеског јуана и јапанског јена. Сва три назива потичу од кинеског карактера 圓 за округли облик.
Пуштен је у оптицај 6. децембра 1947. Пре тога у употреби је био корејски јен. Намењен је искључиво за држављане Северне Кореје. За посетиоце се штампају различите новчанице и то два типа, у црвеној боји за посетиоце из социјалистичких држава и плаво/зелене за посетиоце из капиталистичких држава.
Постоје новчанице у износима 5, 10, 50, 100, 200, 500, 1000, 2000 и 5000 вона и кованице од 1, 5, 10 и 50 чона као и 1 вона.

## Религија
Корејци су и у ДНР (Северној) Кореји већином будисти и конфучијанци; затим ту је нешто католика и православаца; као и синкретичка религија Рајског пута. Владу ДНР Кореје оптужују за прогон верских заједница. To је делимично тачно јер се врши забрана рада свих иностраних верских мисија и ширење верских секти док су званичне верске заједнице финансиране од стране државе. Ким Ил Сунг је рекао за свештенике: Задатак свештеника је да се моле за мир и напредак Демократске Народне Републике Кореје. Зато у Северној Кореји није било Културне револуције нити уништавања верских објеката. Светилишта су у одличном стању. Уставом је гарантована верска слобода свих грађана.

## Спорт
Фудбалска репрезентација Северне Кореје је фудбалски тим који представља Северну Кореју на међународним такмичењима и под контролом је Фудбалског савеза Северне Кореје. Њихов највећи успех се десио на Светском првенству 1966. на стадиону Ајресом Парк, некадашњем дому ФК Мидлсброа, када је Северна Кореја победила Италију са 1:0 и тиме обезбедила учешће у четвртфиналу. У четвртфиналу су ипак изгубили са 5:3 од Португала иако су водили са чак 3:0. Северна Кореја је тад постала први азијски тим који је успео да прође прво коло завршног турнира Светског првенства. Документарни филм The Game of Their Lives је о седам преживелих чланова у 2002. години из националног тима из 1966. године.
Ким Кук-хјанг елитна је скакачица у воду и репрезентативка Северне Кореје у овом спорту. Њена специјалност су скокови са торња са висине од 10 m.
Највећи успех у каријери остварила је на Светском првенству у скоковима у воду 2015. у руском Казању где је у дисциплини скокови са торња изненађујуће освојила златну медаљу. Уједно је то прва златна медаља за Северну Кореју на светским првенствима у воденим спортовима у историји.

## Државни празници
- 1. јануар — Нова година
- 8. јануар — рођендан вође Ким Џонг Уна (нови празник)
- 16. фебруар — рођендан покојног Ким Џонг Ила (радни празник)
- 15. април — рођендан покојног председника Ким Ил Сунга (Дан Сунца)
- 1. мај — Међународни празник рада (изузев САД)
- 15. август — Дан националног ослобођења
- 9. септембар — Дан проглашења Демократске Народне Републике Кореје
- 10. октобар — Дан оснивања Радничке партије Кореје
- 27. децембар — Дан проглашења устава